# Święciany (Krotoszyce)
Święciany – przysiółek wsi Krotoszyce w Polsce, położony w województwie dolnośląskim, w powiecie legnickim, w gminie Krotoszyce.
W latach 1975–1998 przysiółek administracyjnie należał do województwa legnickiego.